# آمنموس (پسر پنجرتی)
| i | mn · n | ms | w |

| i | mn · n | ms | w |

آمنموس (انگلیسی: Amenmose, son of Pendjerty) یک کاتب سلطنتی در دربار رامسس دوم بود. وی فرزند قاضی پنجرتی و حمل‌کنندهٔ سیستروم (جغجغهٔ سیمی معبد) برای آمون، موت و خونس بود.

## زندگی و شغل
مجسمه‌ای که اکنون در موزه بریتانیا قرار دارد نشان می‌دهد که پدر آمنموس پنجرتی اهل «أیونی» (اِسنای امروزی) بوده‌است.

| p · n | M36 · t · Z4 | O49 | - پنجرتی با خط هیروگلیف

نام مادر او «موتمونت» است که نامش در بناهای تاریخی مختلف دیگر به صورت کوتاه‌شدهٔ «اینتی» و «اینی» ثبت شده‌است.

| i | A2 | n | i | i | - اینی، آنگونه که بر روی مجسمه‌ای در موزهٔ منچستر نوشته شده است
| i | A2 | S3 · Z1 · Z1 | i | i | - نام ثبت‌شده در مقبرهٔ TT 373 

در بسیاری از مجسمه‌ها و یادمان‌های به جای‌مانده آمنموس، الهه نیث را در جایگاهی برجسته نشان می‌دهد که ممکن است اشاره‌ای به زادگاه پدرش باشد؛ چرا که این الهه در اِسنا عبادت می‌شد. در مقبره او در تبای نوشته شده که آمنموس نه تنها یک کاتب، بلکه سرپرست معابد نیز بوده‌است. این ممکن است بدان معنا باشد که او معابد را بازرسی می‌کرده‌است. هاباچی معتقد است که این موضوع دلیلی بر پرشماری تعداد مجسمه‌ها و یادمان‌های کشف‌شده از او در مکان‌های مختلف است.